# Farscape
Farscape je avstralska znanstveno-fantastična televizijska serija, predstavi ameriškega astronavta, ki po nesreči potuje skozi črvino v oddaljen del galaksije. Serija je bila izvirno predvajana med letoma 1999 in 2003.
Serija je ena novejših popularnih znanstvenofantastičnih serij, v katerih se glavni junaki znajdejo v sovražnih in kaotičnih situacijah, s katerimi se morajo soočiti da lahko preživijo. Poleg tega je serija polna medosebnih konfliktov in čustev.
Leta 2003 so Farscape, potem ko je bila posneta četrta sezona in že podpisana pogodba za snemanje pete, ukinili in tako gledalcem pustil nedokončano zgodbo. Leto kasneje je bila posneta miniserija, ki je zgodbo nadaljevala in zaključila vesoljsko odisejado.
Moje ime je John Crichton, sem astronavt. Zadel me je radiacijski val in me izstrelil skozi črvino. Izgubljen v nekem oddaljenem delu vesolja, na ladji, živeči ladji, polni čudnih vesoljcev. Pomagajte mi. Poslušajte, prosim. Je tam kdo, ki me lahko sliši? Lovi me nor vojaški poveljnik. Iščem pot domov.

## Ozadje
Rockne S. O'Bannon, Brian Henson in producent David Kemper so že v začetku 90. let dobili idejo o znanstveno-fantastični seriji, ki bi nosila naslov Space Chase, glavni junak pa bi bil ameriški astronavt John Crichton.
Ko znanstvenik Crichton (igra ga Ben Browder) preizkuša nov pogon na vesoljskem plovilu Farscape 1, po nesreči potuje skozi črvino v oddaljen del galaksije, kjer se znajde razpet v konfliktu med planeti, imperiji, rasami in nenazadnje pobeglimi zaporniki, ki sčasoma postanejo njegovi prijatelji. Že v prvi epizodi spozna bojevnika Ka D'Arga (Anthony Simcoe), svečenico Pa'u Zotoh Zhaan (Virginia Hey), odstavljenega vladarja Rygela XVI. (glas mu je posodil avstralski igralec Jonathan Hardy), ladijskega Pilota (glas mu je posodil Lani Tupu), ki je vezan na živo ladjo Moyo, in častnico Aeryn Sun (Claudia Black). Na koncu prve sezone se ekipi pridružita še Stark (Paul Goddard) in energična Chiana (Gigi Edgley). 
V letih 2000, 2001 in 2002 je Farscape prejel dve nagradi Saturn za najboljšo televizijsko 
serijo in najboljšega igralca (Browder). Kasneje, leta 2002, pa sta Claudia Black in Gigi Edgley prejeli nominaciji za najboljšo igralko in najboljšo stransko igralko.

## Ukinitev in prerod
Ameriški Sci-Fi Channel, ki je finančno podpiral avstralsko serijo, je septembra 2002 
nepričakovano umaknil denarno podporo, namenjeno peti sezoni, in tako ukinil popularno 
serijo. Privrženci serije so klicali odgovorne, pisali pisma in začeli oglaševalske bojne pohode, da bi prepričali Sci-Fi Channel, naj vrnejo Farscape ali pa naj ga prevzame neka druga televizijska mreža. Njihove prošnje niso naletele na gluha ušesa, saj je kar nekaj bogatih evropskih privržencev ponudilo pomoč Brianu Hensonu. Tako je v letih 2003/2004 The Jim Henson Company ustvarila štiriurno miniserijo The Peacekeeper Wars, ki je pojasnila nedokončano zgodbo četrte sezone in zaključila serijo.

## Rase
- Ljudje
- Sebaceani
- Luxani
- Delviani
- Leviathani
- Hynerianci
- Nebari
- Baniki
- Scarrani
- Eidelonci

## Liki

### Glavni liki
- Poveljnik John Robert Crichton, ml. (Ben Browder)
- Častnica Aeryn Sun (Claudia Black)
- Ka D'Argo (Anthony Simcoe)
- Pa'u Zotoh Zhaan (Virginia Hey, 1.-3. sezona)
- Vladar Rygel XVI (Jonathan Hardy)
- Chiana (Gigi Edgley)
- Pilot (Lani Tupu)
- Kapitan Bialar Crais (Lani Tupu, 1.-3. sezona)
- Sorpius/"Harvey" (Wayne Pygram)
- Stark (Paul Goddard)
- Joolushko "Jool" Tunai Fenta Hovalis (Tammy MacIntosh, 3.-4. sezona)
- Sikozu Svala Shanti Sugaysi Shanu (Raelee Hill, 4. sezona)
- Utu-Noranti Pralatong (Melissa Jaffer, 3.-4. sezona)

### Stranski liki
- Meeklo Braca (David Franklin)
- Jothee (Matthew Newton)
- Jonathan Robert "Jack" Crichton, sr. (Kent McCord)
- Mele-On Grayza (Rebecca Riggs)
- D.K. (Murray Bartlett)
- Maldis (Chris Haywood)
- Furlow (Magda Szubanski)
- Gilina Reneaz (Alyssa-Jane Cook)
- Selto Durka (David Wheeler)
- Xhalax Sun (Linda Cooper)
- Vojna ministrica Akhna (Francesca Buller)
- Cesar Staleek (Duncan Young)